# 京極宮家仁親王

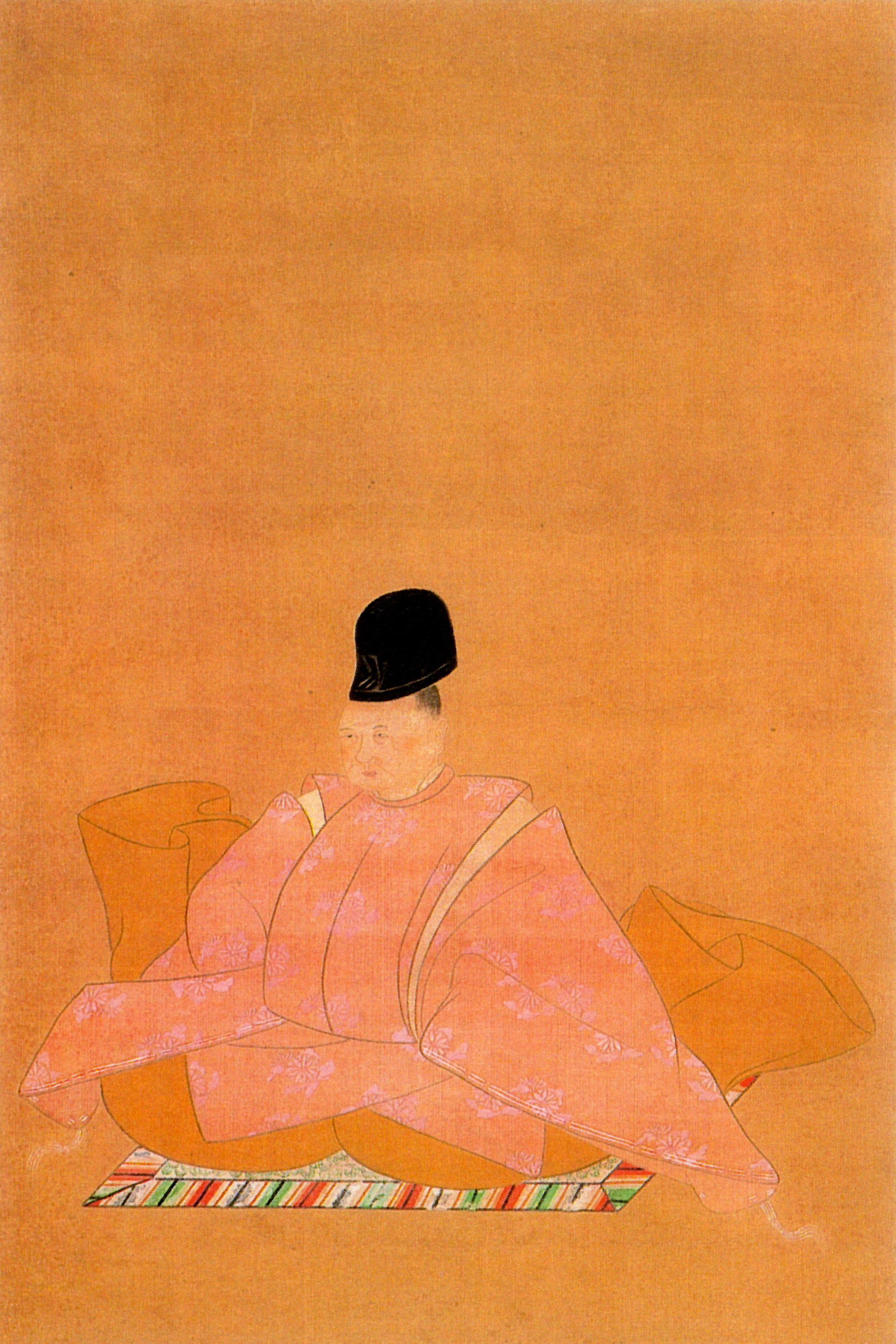
京極宮家仁親王

京極宮家仁親王（きょうごくのみや やかひとしんのう、宝永元年四月初一-明和4年十二月初六）（1704年5月4日—1768年1月25日），為日本江戶時代中期的皇族，京極宮文仁親王的長子，生母是滋野井公澄的女兒藤原直子。為京極宮（桂宮）家第八代當主，幼稱若宮。
宝永5年（1708年）12月成為東山天皇的猶子，並賜名茶茶丸（ちゃちゃまる），次年（1709年）4月接受親王宣下，命名為家仁。正德3年（1713年）12月行元服禮及擔任式部卿一職。
享保5年（1720年）和關白鷹司兼熙的女兒鷹司基子（尚君）結婚。享保9年（1724年）敘二品，其後又在明和4年（1767年）十二月初三敘一品，成為一品親王，不過三日後（初六）就去世，得年65歳，法名後桂光院。
家仁親王過世後，京極宮家第九代當主由其第一王子—公仁親王繼承，而除去公仁親王之外，家仁親王還有2子3女；知恩院宮尊峰入道親王、一乘院宮尊映入道親王、豐子女王（有馬賴僮之妻）。某 - 真珠光院、某 - 徳菩提院
| 前任： 文仁親王 | 京極宮家第8代當主 1709年—1754年 | 繼任： 公仁親王 |